# 人類の子供たち
『人類の子供たち』（じんるいのこどもたち、The Children of Men、1992年）は、P・D・ジェイムズによるディストピア小説である。映画『トゥモロー・ワールド』の原作。
現在、日本語版は2006年の映画版の訳題に合わせて改題され、『トゥモロー・ワールド』（ISBN 4150766177）の名で早川書房から出版されている。なお、この書籍はほぼ内容がSF作品として成り立っているが、早川ミステリーとして出されている。
| スタブアイコン | サブスタブ | この項目は、まだ閲覧者の調べものの参照としては役立たない、文学に関連した書きかけの項目です。この項目を加筆・訂正などしてくださる協力者を求めています（P:文学、PJ:ライトノベル）。項目が小説家・作家の場合には{Writer-substub}を、文学作品以外の本・雑誌の場合には{Book-substub}を貼り付けてください。 |